# Natriumabhängiger Multivitamintransporter
Der natriumabhängige Multivitamintransporter (SMVT) (Gen: SLC5A6) ist dasjenige Protein in der Zellmembran von tierischen Zellen, das die Einschleusung von Pantothenat, Biotin und Lipoat erleichtert. Es handelt sich also um ein Transportprotein. Beim Menschen kommt SMVT in allen Gewebetypen vor, ist also wahrscheinlich auch für die Aufnahme von Vitaminen über den Dünndarm verantwortlich.
Die Transportgleichung lautet:
Solut (außen) + Na+ (außen)  {\displaystyle \longrightarrow }  Solut (innen) + Na+ (innen)
Es handelt sich also um einen Symport mit den möglichen Soluten Pantothenat, Biotin und Lipoat. Da SVMT auch in der Blut-Hirn-Schranke vorkommt, ist es mögliches Target für die Pharmabranche, um die Aufnahme von Arzneistoffen im Körper zu optimieren.
Die Regulierung der Expression von SVMT erfolgt bei Überangebot von Biotin durch Chromatin-Remodeling am Locus des SLC5A6-Promoters durch die Holocarboxysynthetase.